# Torrent de Sant Miquel
Torrent de Sant Miquel är ett periodiskt vattendrag i Spanien.   Det ligger i regionen Balearerna, i den östra delen av landet, 600 km öster om huvudstaden Madrid.